# Белоконь, Владимир Валерьевич
Влади́мир Вале́рьевич Белоко́нь (род. 13 февраля 1969, Александровка, Кировоградская область) — советский и украинский легкоатлет, специалист по барьерному бегу. Выступал за сборные СССР и Украины по лёгкой атлетике в конце 1980-х — начале 2000-х годов, многократный чемпион Украины, победитель первенств всесоюзного и республиканского значения, действующий рекордсмен Украины в беге на 60 метров с барьерами в помещении, участник чемпионата мира в Штутгарте. Представлял Киев.

## Биография
Владимир Белоконь родился 13 февраля 1969 года. Занимался лёгкой атлетикой в Киеве.
Впервые заявил о себе на международном уровне в сезоне 1987 года, когда вошёл в состав советской сборной и выступил на юниорском европейском первенстве в Бирмингеме, где в зачёте бега на 110 метров с барьерами занял итоговое восьмое место.
В 1988 году в той же дисциплине одержал победу на соревнованиях в Симферополе, финишировал четвёртым на юниорском мировом первенстве в Садбери.
В 1990 году превзошёл всех соперников на всесоюзном старте в Брянске.
В 1991 году выиграл бронзовую медаль в Киеве.
После распада Советского Союза Белоконь продолжил спортивную карьеру в составе украинской национальной сборной, в течение нескольких лет удерживал звание чемпиона Украины в 110-метровом барьерном беге.
Благодаря череде удачных выступлений в 1993 году удостоился права защищать честь страны на чемпионате мира в Штутгарте, где сумел дойти до стадии полуфиналов.
В 1994 году победил на домашних соревнованиях в Киеве, установив при этом ныне действующий рекорд Украины в беге на 60 метров с барьерами — 7,53. Стартовал на чемпионате Европы в помещении в Париже и на чемпионате Европы в Хельсинки, финишировал вторым на Кубке Европы в Бирмингеме.
В 1996 году участвовал в чемпионате Европы в помещении в Стокгольме, дошёл до полуфинала.
Завершил спортивную карьеру по окончании сезона 2001 года.